# Jessica Yu
Jessica Lingmin Yu (Nova Iorque, 14 de fevereiro de 1966) é uma cineasta, escritora e produtora de televisão norte-americana. Como reconhecimento, foi indicada ao Primetime Emmy Awards 2019.